# Fernando Carderera Soler
Fernando Carderera Soler (Madrid, 4 de noviembre de 1955) es un diplomático español. Es cónsul general de España en Bayona (Francia). Fue embajador de España en Finlandia y Estonia (2000-2004); en Israel (2012-2017); y en la República Francesa (2017-2020).

## Biografía
Nacido en Madrid (1955). Tras licenciarse en Derecho y en Ciencias Económicas y Empresariales en ICADE, ingresó en la Escuela Diplomática, donde se diplomó en Estudios internacionales y en cursos sobre Comunidades Europeas.
Como diplomático ha estado destinado en las Embajadas de España en Bonn (Alemania, 1983-1987), y en Bruselas (Comunidades Europeas, 1987-1992). En el Ministerio de Asuntos Exteriores, Unión Europea y Cooperación (MAEUEC), ha sido: subdirector general de Coordinación Comunitaria para Relaciones Institucionales (1993-1995); Director general de Coordinación Técnica para asuntos de la Unión Europea (1995-1996), director general de Asuntos Técnicos de la Unión Europea (1996-1998); y director general de Coordinación de Asuntos Generales y Técnicos de la Unión Europea (1998-2000).
Ha sido embajador de España en Finlandia (2000-2004) y en Estonia (2000-2004); embajador en Israel (2012-2017) y en Francia (2017-2020).